# 궁남초등학교
궁남초등학교 (宮南初等學校)는 대한민국 충청남도 부여군에 있는 공립 초등학교이다.

## 학교 연혁
- 1988. 03. 01 궁남초등학교 개교
- 1990. 09. 28 교육부 지정 미술과 연구보고
- 1996. 03. 01 궁남초등학교 교명 개칭
- 1997. 10. 28 충청남도교육청지정 열린교육 시범학교 공개
- 2003. 06. 03 교육정보화 최우수학교표창(충청남도교육청)
- 2004. 03. 01 주5일제 우선시행학교 지정
- 2004. 12. 13 충청남도교육청지정 방과 후 활동 연구학교 공개
- 2004. 07. 03 - 08. 02 충청남도교육청지정 교실수업개선 연구학교 운영
- 2011. 02. 18 제22회 졸업식(총 2545명)
- 2011. 03. 01 8학급 편성(특수학급1포함)
- 2012. 02. 17 제23회 졸업식(총 2584명)
- 2012. 03. 01 7학급 편성(특수학급1포함)
- 2013. 02. 14 제24회 졸업식(총 2612명)
- 2013. 03. 01 7학급 편성(특수학급1포함)
- 2014. 02. 20 제25회 졸업식(총 2639명)
- 2014. 03. 01 7학급 편성(특수학급1포함)
- 2015. 02. 15 제26회 졸업식(총 2665명)
- 2015. 03. 01 6학급 편성

## 참고 문헌
- 궁남초등학교 - 한국교육학술정보원 학교알리미

## 같이 보기
- 궁남초등학교 축구단